# Андерссон, Эрнст
Э́рнст А́ндерссон (швед. Ernst Andersson}; 26 марта 1909, Göteborgs Carl Johans parish — 9 октября 1989, Högsbo parish, Гётеборг-Бохус) — шведский футболист и футбольный тренер. Участник чемпионата мира 1934 года.

## Биография

### Клубная карьера
Всю футбольную карьеру, насчитывающую 16 сезонов, Андерссон играл за «Гётеборг». В составе «Гётеборга» он завоевал два чемпионских титула в 1935 и 1942 годах. Всего во всех турнирах за «Гётеборг» сыграл 469 матчей и благодаря этому входит в 10 игроков по количеству сыгранных матчей, занимая 8-е место. Завершил карьеру игрока в 1943 году.

### Карьера в сборной
Дебютировал за сборную Швеции 17 июня 1931 года в товарищеском матче со сборной Германии — матч завершился со счётом 0:0.
В составе сборной Швеции принимал участие на чемпионате мира 1934 года, где сыграл в двух матчах со сборными Аргентины (3:2) и в 1/4 финальном матче со Германии (1:2).
В 1936 году был включён в состав сборной Швеции на олимпийский футбольный турнир. Андерссон и его товарищи по «Гётеборгу» Фриц Берг и Арне Нюберг отказались от участия в Олимпиаде, не желая участвовать в пропагандистских играх Гитлера. Всего за сборную Швеции сыграл 29 матчей.

### Тренерская карьера
С 1941 по 1943 год занимал должность главного тренера «Гётеборга», совмещая тренерскую и игровую карьеру.

### Смерть
Скончался 9 октября 1989 года в возрасте 80 лет.

## Достижения
«Гётеборг»
- Чемпион Швеции (2) : 1934/35, 1941/42,